# Frederica Carlota da Prússia
Frederica Carlota da Prússia (em alemão:  Friederike Charlotte Ulrike Katharina von Preußen; Berlim, 7 de maio de 1767 – Oatlands, 6 de agosto de 1820), foi a única filha do rei Frederico Guilherme II da Prússia e da sua primeira esposa e prima direita, a duquesa Isabel Cristina de Brunsvique-Volfembutel. Tornou-se depois duquesa de Iorque e de Albany após o seu casamento com o príncipe Frederico, filho do rei Jorge III do Reino Unido.

## Juventude
Nascida em Charlottenburg em 7 de maio de 1767, Frederica Carlota era a filha mais velha do futuro Frederico Guilherme II da Prússia e a única filha de sua primeira esposa e prima, Isabel Cristina de Brunsvique-Volfembutel.
Na época de seu nascimento, seu tio-avô Frederico, o Grande, que não tinha filhos, estava no trono da Prússia. Seu pai era sobrinho do rei e seu herdeiro presuntivo, sua mãe também era sobrinha do rei. O casamento de seus pais foi extremamente infeliz devido às infidelidades mútuas. Após vários casos com músicos e oficiais, a mãe de Frederica engravidou em 1769. Então ela planejou fugir da Prússia com seu amante, mas foi traída e capturada, causando um escândalo público. Depois que o divórcio foi concedido rapidamente, Isabel Cristina foi colocada em prisão domiciliar no castelo em Estetino, onde permaneceu pelos próximos setenta e um anos até sua morte em 1840.
Frederica Carlota tinha dois anos na época que sua mãe caiu em desgraça e nunca mais a viu. Frederico, o Grande, teria sentido compaixão por Frederica Carlota, e confiou a menina aos cuidados de sua esposa. Frederico declarou: "Resta apenas esta pobre criança, e ela não pode encontrar asilo salve com você; deixe a pequena ficar com os apartamentos recentemente ocupados por minha sobrinha da Holanda." Frederica Carlota teve uma infância feliz com a rainha, que não tinha filhos. A rainha adorou sua sobrinha neta e filha adotiva, e ela manteve correspondência com sua mãe adotiva por toda a vida.

## Casamento

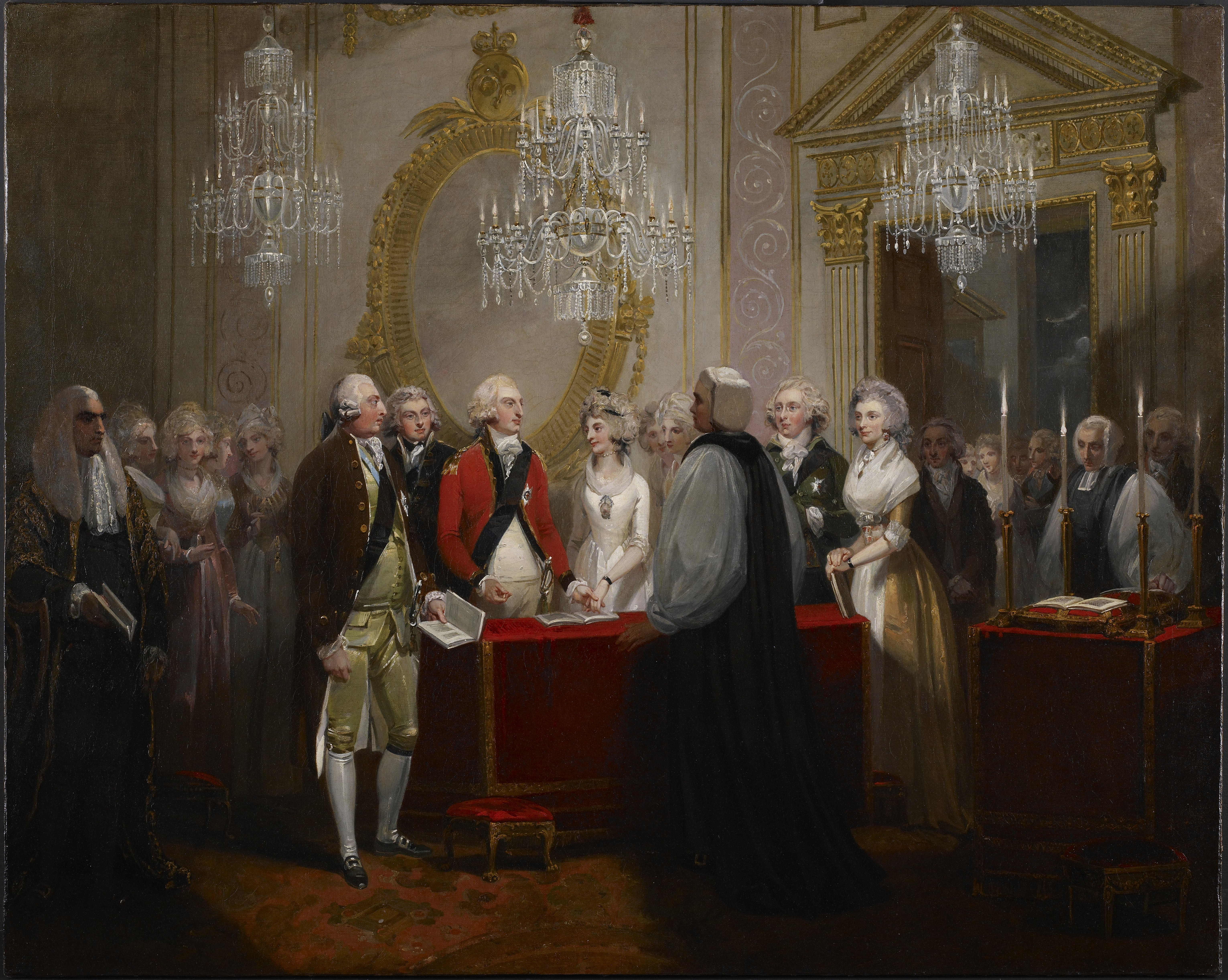
O Casamento do Duque e da Duquesa de Iorque
Sir Henry Singleton, 1791. No Instituto de Artes de Minneapolis

No dia 29 de setembro de 1791, Frederica casou-se no Palácio de Charlottenburg com o príncipe Frederico, duque de Iorque e Albany, segundo filho do rei Jorge III do Reino Unido. Houve um segundo casamento no Palácio de Buckingham no dia 23 de novembro. A nova duquesa de Iorque foi muito bem recebida em Londres, mas o casamento não foi feliz. O casal não demorou a separar-se e a duquesa retirou-se para Oatlands Park, em Weybridge onde viveu de forma excêntrica e morreu em 1820. A relação entre o casal foi amigável depois da separação, mas nunca houve uma reconciliação. Não tiveram filhos.
O casamento entre Frederica Carlota e o príncipe Frederico, Duque de Iorque e Albany, foi arranjado afim de fornecer herdeiros ao trono britânico, já que o Príncipe de Gales estava secretamente casado na época e seu casamento era complicado. Consta que o Príncipe de Gales, que na época, embora não legalmente, estava casado com Maria Fitzherbert, considerou desnecessário o irmão contrair um casamento dinástico, porque como o filho mais velho e casado com uma princesa poderia fornecer um herdeiro ao trono em seu lugar. Frederica Carlota fora escolhida a pedido de Frederico, o Grande, que permitiu que Jorge III lesse uma carta de Frederica Carlota mostrando sua natureza gentil e afetuosa, antecipando com sucesso que isso tocaria Jorge III e o faria pedir para ela se casar com seu filho.
Após o casamento, sua futura sogra, a rainha Carlota escreveu à rainha-consorte de Frederico: "Se alguma coisa pudesse aumentar minha satisfação com a escolha de meu filho, seria o vivo interesse que Vossa Majestade tem pelo destino desta princesa e asseguro-lhe que uma princesa criada sob sua vista, e a quem você presta tão alto testemunho, encontrará em mim não apenas uma mãe, mas uma amiga; e espero que, ao obter a amizade da princesa, eu também ganhará uma parte na sua, o que seria de grande valor para mim." A rainha manteve sua palavra, enquanto Frederica Carlota escrevia para sua mãe adotiva sobre como foi bem tratada por sua sogra e como se sentiu bem-vinda na Inglaterra, onde uma vez permaneceu por horas na Câmara dos Comuns, tão interessada nos discursos políticos que as horas pareciam minutos.

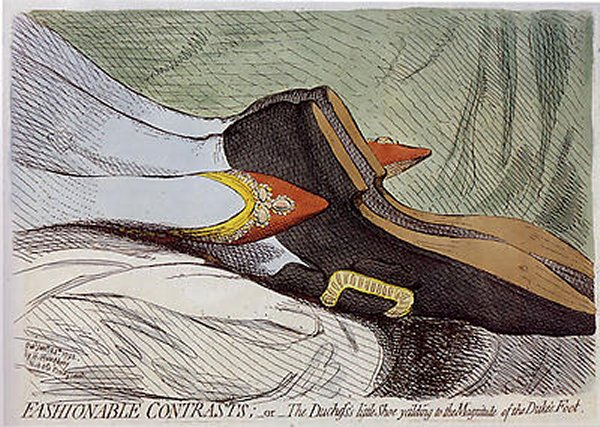
Os sapatinhos da Duquesa - caricatura de James Gillray. A gravura mostra os pés e tornozelos do Duque e da Duquesa de Iorque em uma posição obviamente copulatória.

O casamento, entretanto, não foi feliz e, depois de três anos, ficou claro que o duque e a duquesa de Iorque não teriam filho. Junto com o fato de que o parlamento tornaria possível o pagamento de suas dívidas caso ele se casasse oficialmente, foi também o fato de que em 1794 já não se esperava que a duquesa de Iorque tivesse filhos que levou o príncipe de Gales a concordar para emitir suas próprias negociações de casamento. Frederica Carlota e Frederico se separaram e a duquesa se retirou para Oatlands Park, Weybridge, onde ela viveu excentricamente até sua morte. O relacionamento deles após a separação parece ter sido amigável, mas nunca houve qualquer tentativa de reconciliação.
Foi descrita como sendo "inteligente e bem-informada; gosta da sociedade e detesta toda a formalidade e cerimónia, mas entre todas as suas conversas, mantém sempre uma certa dignidade na postura", e "provavelmente nunca houve nenhuma pessoa na sua situação que fosse tão adorada."  Em 1827 foi chamada de "uma mulherzinha inofensiva, mas excêntrica, que tem um gosto extraordinário por cães e gatos, alguns indícios da rigorosa etiqueta familiar alemã, que dão à sua casa um certo ar a Potsdam e apenas uma pequena parte daquelas características que poderiam interessar a um jovem marido, um soldado e um príncipe."  Diz-se que em Oatlands terão ocorrido sessões de jogo com grandes apostas. Frederica tinha muitos cães e gostava muito de macacos. O seu sogro disse uma vez: "Deve existir afecto por alguma coisa e quando não se tem filhos, os animais são essa coisa." Diz-se que a sua morte afectou muito o seu marido que fez todos os possíveis para que o seu testamento fosse cumprido.

## Morte
Frederica Carlota morreu, em 6 de agosto de 1820, em Oatlands Park, Weybridge, Surrey, Inglaterra e foi homenageada com um monumento, erguido pelo povo de Weybridge, que fica em Monument Green, Weybridge.